# Neochera javana
Neochera javana là một loài bướm đêm trong họ Erebidae.